# Albert Müller (Bildhauer)
Albert Müller (* 20. Juni 1941 in Trier; † 14. April 2004 in Berlin) war ein deutscher Bildhauer in Berlin.

## Leben
In den 1960er-Jahren war er als Arbeiter, Mitglied der Bergwacht, Skilehrer und Kunstspringer tätig. Nach einem halbjährigen Krankenhausaufenthalt aufgrund eines schweren Motorradunfalls studierte er Germanistik in Saarbrücken, ab 1962 Bildhauerei an der Hochschule der Künste (HdK) in Berlin (heute: Universität der Künste Berlin) bei Ludwig Gabriel Schrieber.
1968 war er AStA-Vorsitzender und Meisterschüler bei Schrieber. 1969 bekam er ein Frankreichstipendium, 1970 unternahm er eine einjährige Asienreise (Türkei, Iran, Afghanistan), 1972 wurde er Studienrat für Kunst an Berliner Gymnasien. Ab 1980 war die Arbeiten des Künstlers in verschiedenen Ausstellungen in Trier, Berlin und Straßburg zu sehen, darunter fünf Einzelausstellungen. 1988 war eines seiner Werke die Jahresgabe des Berliner Kunstvereins. 1989 schied er aus dem Schuldienst aus und arbeitete weiter als freier Künstler bis zu seinem unerwarteten Tod im Jahr 2004. Sein Grab befindet sich auf dem St. Matthäus-Friedhof in Berlin-Schöneberg.

## Werk
Während der Hochschulzeit stand die Arbeit am Stein im Zentrum. Aus den 1970er Jahren datieren vor allem Plastiken von Frauenkörpern, Torsi und Köpfe in Stein, Gips, Wachs, Blei und Bronze. Charakteristisch für seine spätere Arbeitsweise war jedoch die Herstellung von Skulpturen und Reliefs aus organischen Materialien, ihre Umhüllung mit geschmolzenem Bienenwachs und die anschließende Überflammung, so dass ein Überzug aus dunklem Firnis auf den Objekten entstand. Arbeiten seit den 1990er Jahren waren vor allem gegossene Wachsreliefs mit malerischen Oberflächenstrukturen, die auf Körperformen anspielen. Müller nutzte die speziellen Eigenschaften des Wachses als Werkstoff, um einen labilen Zustand zwischen Werden und Vergehen zu verbildlichen.

## Ausstellungen
- 1980 Albert Müller Einzelausstellung im Foyer der Deutschen Oper Berlin; ab 20. März/April
- 1980 Landschaften und Menschen. Doppelausstellung Rainer Kündgen/Albert Müller im Palais Walderdorff, Trier; 26. Oktober–30. November[4]
- 1987 Albert Müller. Modell – Natur – Skulptur. Einzelausstellung in der Galerie für Bildhauer, Kunst + Beton, B. H. Berge, Mommsenstr. 32, Berlin-Charlottenburg; 11. April–30. Mai
- 1989 Die Begreifbare Skulptur. Zeitgenössische Bildhauerei aus Berlin. Gemeinschaftsausstellung im I.P.E.-Gebäude in Straßburg (Dietrich Art-Aeras, André Bockholdt, Wolfgang Bouvié, Hubertus B Rand, Wolf Bröll, Udo G. Cordes, Jochen Dunkel, Michael Friedrichs-Friedländer, Mona Fux, Peter Herbrich, Hella Horstmeier, Herbert Maria Juny, Gerald Matzner, Albert Müller, Klaus Müller-Klug, Monika Müller-Klug, Günter Ohlwein, Erika Schewski-Rühling, Simon Schrieber, Jochen F. Schultze-Bansen)
- 1991 Im Dialog. Bilder Helga Olufs, Skulpturen Albert Müller. Berlin, Galerie iX, Kyffhäuser Str. 24; 15. März–13. April
- 1993 Spurensicherung. Einzelausstellung in der Galerie Maeder, Dimitroffstr. 22, Berlin-Prenzlauer Berg; 18. Mai–25. Juni
- 1995 Köpfe, Zeichnung – Malerei – Plastik in den Berliner Geschäftsräumen von Egon Zehnder International, Kurfürstendamm 72, 10709 Berlin. Konzipiert und realisiert von Ad-Artem. Teilnehmer: Martin Colden, Wolfgang Lehmann, Albert Müller, Achim Niemann, Hans Scheuerecker, Falko Warmt, Dieter Zimmermann
- 2000 explizit: Wachs Stein Bronze. Einzelausstellung in der Galerie Gesellschaft, Auguststr. 83, 10117 Berlin; 28. Oktober–7. Dezember
- 2002 Gefahr laufen (Albert Müller, Susanne Humrich, Jürgen Köhler), Galerie Gesellschaft, Berlin; 27. Juli–4. September
- 2002 Wächserne Identitäten. Figürliche Wachsplastik am Ende des 20. Jahrhunderts. Teilnahme an der Ausstellung im Georg-Kolbe-Museum, Berlin; 1. Juni–11. August[5]
- 2003 Feuermale – die brennbare Welt. Einzelausstellung in der Galerie Gesellschaft, Auguststr. 83, 10117 Berlin; 10. Mai–18. Juni

Postum
- 2012 Pohl-Position[6]. Eine Auswahl von Müllers Plastiken in der Inszenierung einer Straße, 1. September, 14–22 Uhr
- 2014 Plastiken – Reliefs – Fotoarbeiten[7]. Einzelausstellung in der Galerie Gesellschaft, Auguststr. 83, 10117 Berlin; 28. Juni – 8. August
- 2015 Brandschatz[8]. Einzelausstellung in der Galerie Katz&Bach, Katzbachstr. 25, 10965 Berlin, 3. April – 8. Mai

## Trivia
- Am 23. Februar 2014 erscheint "Brandschatz" – Ein Romanmosaik mit Geschichten um den Berliner Künstler Albert Müller, bei der Dahlemer Verlagsanstalt[9]
- Unter dem Titel „Feuerspiel - eine Spurensuche“ fanden in den Jahren 2011–2012 in Berlin Lesungen von fiktiven Geschichten[10] über den 2004 in einem Nachruf des Tagesspiegels[11] beschriebenen Künstler statt.
- im Neuen Berliner Kunstverein e.V.[12] können zwei Arbeiten von Müller ausgeliehen werden
- Die Schriftstellerin Kathrin Passig publizierte im Jahr 2006 eine Erzählung, in der eine Begegnung mit Albert Müller geschildert wird, der um das Jahr 2000 eine Weile in ihrer Nachbarschaft in Neukölln lebte.[13]